# Met-Elkaartje
Een Met-Elkaartje was een vervoerbewijs voor stads- en streekvervoer in de provincie Noord-Brabant. Het kaartje is per 1 januari 2009 vervallen. Er was ook een apart Met-Elkaartje voor de provincie Limburg. Het Met-Elkaartje is een woordspeling op met elkaar en een kaartje.

## Noord-Brabant
Het kaartje werd op 30 april 2005 geïntroduceerd door BBA (onderdeel van Veolia Transport). Bij introductie was het Met-Elkaartje alleen geldig op BBA-lijnen in de provincie Noord-Brabant. Op Hermes-lijnen of lijnen die BBA en Hermes gezamenlijk uitvoerden was het kaartje niet geldig. Op 10 juli 2005 nam ook Hermes het Met-Elkaartje over en was het kaartje ook geldig op de Hermes-buslijnen in het SRE-gebied. Vervoerder Arriva nam het Met-Elkaartje over toen deze het vervoer in een deel van Brabant ging verzorgen. In Midden- en West-Brabant, waar Veolia Transport onder eigen naam ging rijden, bleef het kaartje ook geldig.
Er waren twee soorten kaarten, voor twee personen en voor drie personen. Het minimaal aantal reizigers was twee personen. Met een Met-Elkaartje kon men voor een gereduceerd tarief van maandag tot en met vrijdag vanaf 09:00 uur en in het weekend onbeperkt, door de hele provincie Brabant rijden, met uitzondering van enkele Connexxion lijnen naar de provincie Zeeland, wijkbussen, nachtbussen en lijn 19 naar Antwerpen. Vanaf 1 januari 2008 werd het kaartje ook geldig op de Uitbus en Nightliner. Bij concessieoverschrijdende lijnen was het kaartje geldig tot en met de provinciegrens. Een Met-Elkaartje was ook geldig voor de Brabantliner van Breda of van Oosterhout naar Utrecht, alleen voor het dubbele tarief.
In 2005 en 2006 was ook een spaarpuntenactie verbonden aan het Met-Elkaartje. Een Met-Elkaartje voor twee personen leverde twee spaarpunten en een Met-Elkaartje voor drie personen leverde drie spaarpunten op. Deze spaarpunten gaven korting bij verschillende toeristische instanties. Deze zijn per 1 januari 2007 vervallen.
Na het succes van het Met-Elkaartje heeft de provincie Noord-Brabant het Dalurendagkaartje geïntroduceerd, dat bestemd was voor de individuele reiziger.
Sinds 1 januari 2009 is het kaartassortiment in Brabant gewijzigd, en is het Met-Elkaartje vervallen, door de komst van verschillende Goedkoop Openbaar Vervoer Acties onder de naam De bus. Beter dus.

## Limburg
Na de winst van concessies in Limburg introduceerde Veolia Transport het Met-Elkaartje ook in Limburg. Vanaf 10 december 2006 was het Met-Elkaartje te koop in de Limburgse bussen. Het tarief was hoger dan in Noord-Brabant. De kaartjes waren vanaf 9.00 uur op werkdagen en in het weekend de hele dag geldig in de provincie Limburg. Ook was er een duurder Met-Elkaartje dat geldig was in bus en trein. Met een Met-Elkaartje uit Limburg kon niet in Noord-Brabant worden gereisd en andersom.
Op 12 september 2007 werd het kaartassortiment in Limburg drastisch vereenvoudigd. In plaats van de Met-Elkaartjes kwamen er twee Veolia-dagkaarten (een dagkaart voor Noord- en Midden-Limburg en een dagkaart voor Zuid-Limburg).